# Cabrerizos
Cabrerizos é um município da Espanha na província de Salamanca, comunidade autónoma de Castela e Leão, de área 11,54 km² com população de 3476 habitantes (2007) e densidade populacional de 301,21 hab./km².

## Demografia
| Variação demográfica do município entre 1991 e 2004 | Variação demográfica do município entre 1991 e 2004 | Variação demográfica do município entre 1991 e 2004 | Variação demográfica do município entre 1991 e 2004 |
| --------------------------------------------------- | --------------------------------------------------- | --------------------------------------------------- | --------------------------------------------------- |
| 1991                                                | 1996                                                | 2001                                                | 2004                                                |
| 920                                                 | 1434                                                | 2454                                                | 2768                                                |